# Liste der Monuments historiques in Chaumes-en-Retz
Die Liste der Monuments historiques in Chaumes-en-Retz führt die Monuments historiques in der französischen Gemeinde Chaumes-en-Retz auf.

## Liste der Bauwerke
| Bezeichnung            | Beschreibung         | Standort          | Kennzeichnung | Schutzstatus | Datum | Bild           |
| ---------------------- | -------------------- | ----------------- | ------------- | ------------ | ----- | -------------- |
| Château du Bois-Rouaud | Schloss, erbaut 1905 | in Chéméré (Lage) | PA44000029    | Inscrit      | 2001  | weitere Bilder |